# Virgo-superhoben
Virgo-superhoben (Virgo SC) eller den Lokale superhob (LSC eller LS) er den irregulære superhob af galakser, som blandt andet omfatter Den lokale gruppe, hvortil Mælkevejen og Andromedagalaksen hører. Der findes mindst 100 galaksegrupper og – hobe inden for Virgo-superhobens diameter på 33 megaparsec (110 millioner lysår). Superhoben er en af millioner af tilsvarende superhobe i det observerbare univers.
Virgo-superhoben er en del af Laniakea-superhoben.

## Baggrund
Allerede fra den første samlede fremstilling af stjernetåger, der blev udgivet William og John Herschel i 1863, var det kendt, at der er en betydelig overvægt af tågeområder i stjernebilledet Jomfruen (Virgo) nær den nordlige galaktiske pol. I 1950'erne var den fransk-amerikanske astronom Gérard Henri de Vaucouleurs den første til at hævde, at denne overvægt repræsenterede en galakselignende struktur på stor skala, som han i 1953 benævnte den "Lokale supergalakse", men ændrede til den "Lokale superhob" (LSC) i 1958. (Harlow Shapley foreslog i sin bog Of Stars and Men fra 1959 benævnelsen metagalakse.) Det debatteredes i 1960'erne og 1970'erne, om den lokale superhob virkelig var en struktur eller blot en tilfældig ordning af galakser.
Spørgsmålet blev afklaret ved store undersøgelser af rødforskydninger i slutningen af 70'erne og begyndelsen af 80'erne, som overbevisende viste den fladtrykte koncentration af galakser i det supergalaktiske plan.

## Struktur
I en omfattende afhandling fra 1982 præsenterede R. Brent Tully konklusionerne fra sin udforskning af den grundlæggende struktur af den Lokale superhob. Den udviser to komponenter, nemlig en betydelig fladtrykt skive med to tredjedele af superhobens lysende galakser, og en tilnærmelsesvis sfærisk halo, hvor den resterende tredjedel befinder sig.
Skiven er en tynd (~1 Mpc) ellipsoide med et forhold mellem lille- og storakse på mindst 6 til 1 og muligvis så meget som 9 til 1.
Data frigivet i juni 2003 fra det 5-årige projekt "Undersøgelse af et to-graders-felt af galaksers rødforskydning (2dF) har givet astronomer mulighed for at sammenligne den Lokale superhob med andre superhobe. De fandt, at LS er en typisk og ret lille superhob uden et centrum med høj tæthed (superhobe med tæt centrum betegnes som "rige" og de øvrige som "fattige"). Den har en enkelt omfattende galaksehob i centrum, omgivet af strenge af galakser og galaksegrupper, ligeledes uden fremtrædende centrer.
Den lokale gruppe befinder sig i udkanten af Virgo-superhoben i en lille streng, der strækker sig fra Fornaxhoben til Virgohoben. Virgo-superhobens rumfang er tilnærmet 7.000 gange så stort som den lokale gruppes og 100 milliarder gange større end Mælkevejens rumfang.

## Galaksefordeling
Tætheden af galakser i den Lokale superhob aftager med kvadratet på afstanden fra superhobens centrum, der ligger i nærheden af Virgohoben, hvilket antyder, at hoben ikke har en tilfældig fordeling. I almindelighed er det store flertal af lysende galakser (over absolut størrelsesklasse -13) koncentreret i et lille antal galakseskyer (grupper af galaksehobe). 98% findes i de følgende elleve skyer (anført i faldende orden i forhold til antallet af lysende galakser): Canes Venatici, Virgohoben, Virgo II (sydlige del), Leo II, Virgo III, Crater (NGC 3672), Leo I, Leo Minor (NGC 2841), Draco (NGC 5907), Antlia (NGC 2997) og NGC 5643. Af de lysende galakser i skiven findes en tredjedel i Virgohoben, mens resten findes i Canes Venatici-skyen og Virgo II-skyen samt i den mere ubetydelige NGC 5643-gruppe. Også de lysende galakser i haloen er koncentreret i et lille antal skyer (94% i 7 skyer). Denne fordeling viser, at "det meste af rumfanget uden for det supergalaktiske plan er et stort tomrum." En analogi til den observerede fordeling kunne være sæbebobler. Flade galaksehobe og superhobe findes, hvor boblerne støder sammen, og boblerne selv er store, næsten kugleformede (med en diameter i størrelsesordenen 20-60 Mpc) tomrum i universet.
Lange, trådagtige strukturer synes at være fremherskende. Et eksempel på det er Hydra-Centaurus-superhoben, som er den superhob, der ligger nærmest Virgo-superhoben, og som strækker sig fra en afstand på ca. 30 Mpc og ud til 60 Mpc.

## Kosmologi

### Dynamik på stor skala
Fra slutningen af 1980'erne har det stået klart, at ikke blot den lokale gruppe, men alt stof ud til en afstand af mindst 50 Mpc er underlagt en fælles bevægelse med en fart af størrelsesordenen 600 km/sek i retning af Normahoben (Abell 3627).
Lynden-Bell et al. (1988) kaldte årsagen hertil for "Den store tiltrækker." Selv om astronomerne er ret sikre på den konstaterede fart, som er målt i forhold til den kosmiske baggrundsstråling (CMB), er dens årsag stadig dårligt forstået.

### Mørkt stof
Virgo-superhoben har en total masse på M ≈ 1 x 1015Msol og en total optisk luminositet på L ≈ 3 x 1012Lsol. Det giver et masse-til-lys-forhold som er omkring 300 gange det, der gælder for Solen, hvilket er konsistent med resultater opnået for andre superhobe.
(Til sammenligning er masse-til-lys-forholdet for Mælkevejen 2,7[kilde mangler].) Disse forhold er et af hovedargumenterne for tilstedeværelsen af store mængder mørkt stof i universet.